# Station Chasseneuil-sur-Bonnieure
Station Chasseneuil-sur-Bonnieure is een spoorwegstation in de Franse gemeente Chasseneuil-sur-Bonnieure.